# Zawalidroga (skała)
Zawalidroga (niem. Branntweinstein) – skałka
1. położona w południowo-zachodniej Polsce, w Sudetach Zachodnich, w Górach Izerskich, we wschodniej części Wysokiego Grzbietu, w połowie drogi między wzniesieniem Wysoki Kamień po wschodniej stronie, a wzniesieniem Zwalisko, po zachodniej stronie, około 2,2 km na południowy wschód od Rozdroża Izerskiego, na wysokości 999 m n.p.m. Położona jest na zboczu poniżej Rozdroża pod Zwaliskiem[1] przy drodze prowadzącej ze Szklarskiej Poręby do kamieniołomu Stanisław. Do skałki można dojść z Rozdroża pod Zwaliskiem około 150 m szlakiem niebieskim na południe, a potem około 50 m drogą na zachód.
2. położona (według niektórych map[2]) około kilometr dalej wschód w stronę Wysokiego Kamienia, na samym grzbiecie, na wysokości około 1020 m n.p.m., swym szczytem sięgając około 1025 m n.p.m.[3] Ta skałka znajduje się bezpośrednio na szlaku czerwonym[4]. Poniższy opis pasuje do obu skałek, stąd niejednoznaczność.

Niewysoka około siedmiometrowej wysokości skała, wyrasta na grzbiecie górskim w postaci ostańca w obrębie bloku karkonosko-izerskiego, w strefie kontaktu granitoidowego masywu karkonoskiego oraz metamorfiku izerskiego. Górna część skały zbudowana jest z hornfelsów tworzących kulisty blok, dolną część tworzy żyła aplitowa, przetykana łuskami muskowitu. Nazwę Zawalidroga, skała zawdzięcza swojemu położeniu; usytuowana jest poprzecznie do drogi i trzeba ją obchodzić. Od strony zachodniej górna część skały przypomina sylwetkę ludzkiej głowy.

## Turystyka
Do skałki można dojść szlakiem turystycznym:
- (a)  niebieski – prowadzący ze Szklarskiej Poręby do Pilchowic.
- (b)  czerwony – Główny Szlak Sudecki im. M. Orłowicza prowadzący z Rozdroża pod Kopą do Wodospadu Kamieńczyka (przez Szklarską Porębę Huta)
- Ze skałek roztacza się rozległa panorama na Góry Izerskie i Karkonosze.